# Cup Tie Competition
La Copa de Competencia «Chevallier Boutell», también llamada «Cup Tie Competition», fue una competición oficial futbolística organizada al principio por la Argentine Football Association para pasar, a partir de 1907, a ser organizada por ésta y la Asociación Uruguaya de Fútbol, en forma conjunta. Desde 1913, la entidad argentina fue reemplazada por su continuadora, la Asociación Argentina de Football, y a partir de 1915 la uruguaya se llamó Asociación Uruguaya de Football.
De todos modos, siempre hubo participación de equipos uruguayos, dado que en las primeras ediciones concurrieron como invitados. También participaron, en todas las ediciones, equipos nucleados en la Liga Rosarina de Fútbol, de Argentina.
El trofeo que estaba en juego había sido donado por el presidente de la Argentine Association Football League, Francis Chevallier Boutell, y por eso llevó su nombre. 
Se jugaron un total de 20 ediciones, entre 1900 y 1919. Hasta 1906 participaron dos semifinalistas de la liga de Buenos Aires, uno de la liga rosarina y uno de la asociación uruguaya. La AFA reconoció a este formato como una copa nacional, dado que a partir de 1907 hubo un cambio en el mismo y la Cup Tie Competition pasó a enfrentar al campeón de la fase argentina, que obtenía la Copa de Competencia Jockey Club, contra el ganador de la fase uruguaya, llamada Copa Competencia. De esta manera, el torneo se internacionalizó, pasando a formar parte de las llamadas copas rioplatenses.
La final del torneo siempre se disputó en Buenos Aires, mientras que en la primera etapa, entre 1900 y 1906, había una semifinal en Rosario y otra en Montevideo.

## Ediciones disputadas en la primera etapa
La AFA la reconoce como una copa de Primera División a las ediciones que se disputaron entre 1900 y 1906, en las que participaron dos semifinalistas de la liga argentina, uno de la liga rosarina y uno de la asociación uruguaya, aunque esta última desde 1904 organizó una competencia clasificatoria. 
| Año  | Ganador                     | Resultado(s) | Finalista                   |
| ---- | --------------------------- | ------------ | --------------------------- |
| 1900 | Belgrano Athletic Argentina | 2:0          | Rosario Athletic Argentina  |
| 1901 | Alumni Argentina            | 2:1          | Rosario Athletic Argentina  |
| 1902 | Rosario Athletic Argentina  | 1:1 2:1      | Alumni Argentina            |
| 1903 | Alumni Argentina            | 3:2          | Rosario Athletic Argentina  |
| 1904 | Rosario Athletic Argentina  | 3:2          | CURCC · Uruguay             |
| 1905 | Rosario Athletic Argentina  | 4:3          | CURCC · Uruguay             |
| 1906 | Alumni Argentina            | 10:1         | Belgrano Athletic Argentina |

### Títulos por equipo
| Equipo            | Títulos | Subtítulos |
| ----------------- | ------- | ---------- |
| Rosario Athletic  | 3       | 3          |
| Alumni            | 3       | 1          |
| Belgrano Athletic | 1       | 1          |
| CURCC             | 0       | 2          |

## Ediciones disputadas en la segunda etapa
Entre 1907 y 1919 enfrentó al campeón argentino de la Copa de Competencia Jockey Club contra el campeón uruguayo de la Copa Competencia, pasando a ser una copa rioplatense.
| Año  | Campeón                        | Resultado     | Subcampeón                     |
| ---- | ------------------------------ | ------------- | ------------------------------ |
| 1907 | Alumni Argentina               | 3:1           | CURCC · Uruguay                |
| 1908 | Alumni Argentina               | 4:0           | Montevideo Wanderers · Uruguay |
| 1909 | Alumni Argentina               | 4:0           | CURCC · Uruguay                |
| 1910 | No se definió                  | No se definió | No se definió                  |
| 1911 | Montevideo Wanderers · Uruguay | 2:0           | San Isidro Argentina           |
| 1912 | San Isidro Argentina           | 1:0           | Nacional · Uruguay             |
| 1913 | Nacional · Uruguay             | 1:0           | San Isidro Argentina           |
| 1914 | River Plate Argentina          | 1:0           | Bristol · Uruguay              |
| 1915 | Nacional · Uruguay             | 2:0           | Porteño Argentina              |
| 1916 | Peñarol · Uruguay              | 3:0           | Rosario Central Argentina      |
| 1917 | Montevideo Wanderers · Uruguay | 4:0           | Independiente Argentina        |
| 1918 | Montevideo Wanderers · Uruguay | 2:1           | Porteño Argentina              |
| 1919 | Boca Juniors Argentina         | 2:0           | Nacional · Uruguay             |

### Títulos por equipo
| Equipo               | Títulos | Subtítulos |
| -------------------- | ------- | ---------- |
| Montevideo Wanderers | 3       | 1          |
| Alumni               | 3       | 0          |
| Nacional             | 2       | 2          |
| Peñarol              | 1       | 2          |
| San Isidro           | 1       | 2          |
| River Plate          | 1       | 0          |
| Boca Juniors         | 1       | 0          |
| Porteño              | 0       | 2          |
| Bristol              | 0       | 1          |
| Rosario Central      | 0       | 1          |
| Independiente        | 0       | 1          |

### Tabla histórica
Listado de los resultados obtenidos por cada equipo en la segunda etapa del torneo. A efectos de simplificar la tabla, se toma la postura oficial del Club Atlético Peñarol en la que se afirma su continuidad con el CURCC, así como se consideran las victorias como 3 puntos.
| Pos. | Equipo               | País      | Part. | Títulos | PJ | PG | PE | PP | GF | GC | DG  | Puntos |
| ---- | -------------------- | --------- | ----- | ------- | -- | -- | -- | -- | -- | -- | --- | ------ |
| 1    | Alumni               | Argentina | 3     | 3       | 3  | 3  | 0  | 0  | 11 | 1  | +10 | 9      |
| 2    | Montevideo Wanderers | Uruguay   | 4     | 3       | 4  | 3  | 0  | 1  | 8  | 5  | +3  | 9      |
| 3    | Nacional             | Uruguay   | 4     | 2       | 4  | 2  | 0  | 2  | 3  | 3  | +0  | 6      |
| 4    | Peñarol + CURCC      | Uruguay   | 3     | 1       | 4  | 1  | 1  | 2  | 6  | 9  | -3  | 4      |
| 5    | Boca Juniors         | Argentina | 1     | 1       | 1  | 1  | 0  | 0  | 2  | 0  | +2  | 3      |
| 6    | River Plate          | Argentina | 1     | 1       | 1  | 1  | 0  | 0  | 1  | 0  | +1  | 3      |
| 7    | San Isidro           | Argentina | 3     | 1       | 3  | 1  | 0  | 2  | 1  | 3  | -2  | 3      |
| 8    | Estudiantes          | Argentina | 1     | -       | 1  | 0  | 1  | 0  | 2  | 2  | 0   | 1      |
| 9    | Bristol              | Uruguay   | 1     | -       | 1  | 0  | 0  | 1  | 0  | 1  | -1  | 0      |
| 10   | Porteño              | Argentina | 2     | -       | 2  | 0  | 0  | 2  | 1  | 4  | -3  | 0      |
| 11   | Rosario Central      | Argentina | 1     | -       | 1  | 0  | 0  | 1  | 0  | 3  | -3  | 0      |
| 12   | Independiente        | Argentina | 1     | -       | 1  | 0  | 0  | 1  | 0  | 4  | -4  | 0      |

## Récords
- Mayor cantidad de títulos obtenidos:  Alumni con 6 (3 en la primera edición, y 3 en la segunda).
- Jugador con más goles convertidos en un mismo partido:  Maximiliano Susán con 12 goles (Estudiantes 18-0 Lomas Athletic) en 1909.[3]

- Mayores goleadas: 
  -  Estudiantes (BA) 18 - 0  Lomas Athletic - Ronda Preliminar 1909, 25 de mayo de 1909.[4]
  -  Alumni 10 - 1  Belgrano Athletic - Final 1906, 30 de agosto de 1906.
  -  Montevideo Wanderers 9 - 1  Albion - 1905, 4 de junio de 1905.
  -  Quilmes 9 - 1  Argentino de Quilmes - 1906. 3 de junio de 1906.
  -  Belgrano Athletic Extra 8 - 0  Barracas Athletic - 1906. 3 de junio de 1906.